# 薔薔
《薔薔紀念EP》是S.H.E成員Ella在2007年8月24日發行的個人創作公益EP，此公益EP是為了紀念自己養的巴哥犬「薔薔」（原名台語「落鍊」後改名為「薔薔」，取「強」的諧音，希望牠越來越強壯），因為了醫治內分泌失調的病症，使用麻藥時，沒想到卻對麻藥過敏導致休克而逝世的「薔薔」，因此為了紀念「薔薔」而創作了《薔薔》這首歌，但熱愛公益的Ella，希望把小愛化大愛，因而決定將《薔薔》這首歌以紀念EP方式發行，此EP所有歌曲皆由Ella作詞作曲並獨自演唱，EP收益全數捐給「流浪動物之家」。

## 曲目
- 1. 薔薔（想念版）－ 詞曲：Ella / 編曲：王治平
- 2. 薔薔（Remix版）－ 詞曲：Ella
- 3. 薔薔（想念版kala）
- 4. Mahal Kita（老婆Demo）－ 詞曲：Ella

## 音樂錄影帶
| 歌名 | 導演       | 首播日期      | 備註            |
| ---- | ---------- | ------------- | --------------- |
| 薔薔 | Bounce製作 | 2007年8月26日 | YouTube上的薔薔 |

| 上一張專輯： | 個人 EP： 薔薔紀念EP 2007年8月24日 | 個人 EP： 薔薔紀念EP 2007年8月24日 | 下一張專輯： 我就是… 2012年3月30日 |